# Tabwemasana
Tabwemasana ist mit 1879 m der höchste Punkt auf Vanuatu. Der Berg liegt auf Espiritu Santo, der größten Insel Vanuatus.